# Евфроний
Евфро́ний (др.-греч. Εὐφρόνιος) — древнегреческий аттический вазописец и гончар конца VI — начала V века до н. э., крупнейший представитель «строгого стиля» и группы вазописцев-пионеров. Возможно, Ефроний начинал работать в чернофигурной технике. В росписях (с мифологическими и жанровыми сюжетами) художник стремился к передаче сложных движений.
Евфронию единодушно приписывается кратер, нелегально извлечённый из этрусского некрополя близ Черветери и проданный в 1972 году Метрополитен-музею за рекордную для того времени сумму в $1,2 млн. В 2008 году было достигнуто и выполнено соглашение о реституции кратера Евфрония в Италию. Работами Евфрония считаются также килики «Битва Геракла с Герионом» и «Всадник» из Государственного античного собрания в Мюнхене, а также несколько ваз в Берлине. 
В собрании Эрмитажа этому мастеру в разное время приписывались кратер «Борьба Геракла с Антеем», «Псиктер с гетерами» и «Пелика с ласточкой».

## Биография и творчество

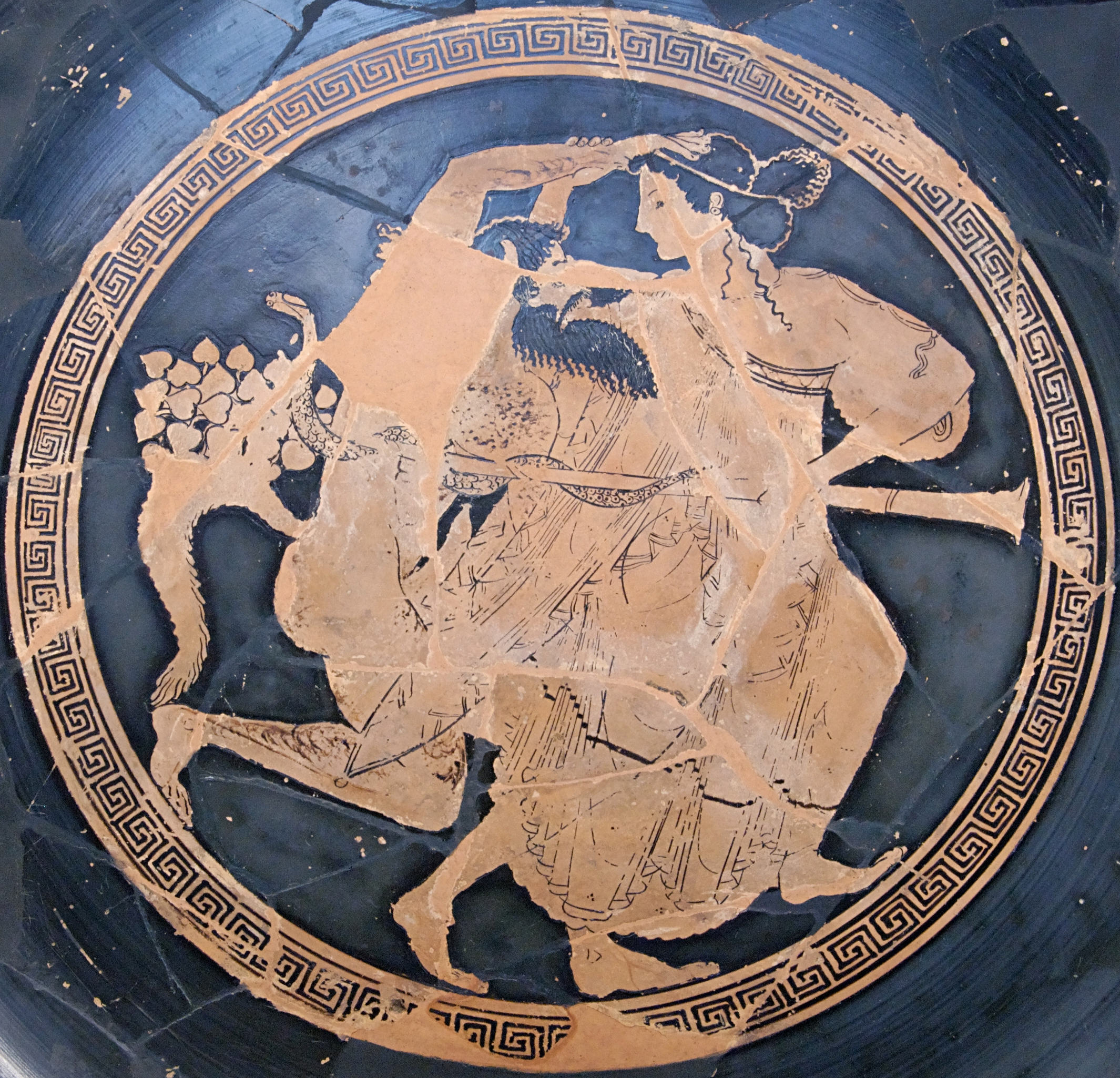
Роспись блюда: сатир преследует менаду. 510—500 гг. до н. э. Лувр

Афинянин Евфроний родился, предположительно, в 535 году до н. э. Его жизнь и творчество пришлись на период процветания Афин, продолжавшийся всю вторую половину VI в. до н. э. Исследователи причисляют Евфрония к так называемой группе пионеров — школе аттической вазописи, признающейся некоторыми вершиной этого вида изобразительного искусства. Произведения мастеров этой школы отличает великолепное владение техникой краснофигурной росписи в сочетании с мастерским изображением человеческого тела. Для этого периода вазописи характерно появление новых форм керамики, где гармонично соединялись формы сосуда и его роспись. Это явление подразумевает согласованную совместную работу гончара и художника, в результате которой создавались выдающиеся произведения вазописи.
Ефроний расписывал керамику не только в краснофигурной, но и в чернофигурной технике. Так, ему приписывается роспись пелики, на которой с двух сторон изображены сцены из жизни торговца оливковым маслом. Сам выбор сюжета свидетельствует о веяниях нового стиля — изображение бытовых сюжетов было характерно именно для краснофигурной вазописи.
Одной из ранних работ (не подписанной, и потому атрибутированной Евфронию сравнительно недавно) является каликс-кратер  (кратер чашеобразной формы) из Берлина. На сосуде изображена группа из шести атлетов, имена которых упоминаются на кратере, четырех служителей и тренера. Большие фигуры атлетов выполнены в различных ракурсах, и передача анатомических особенностей строения тел свидетельствует о внимательной работе с натурой. Неуверенное движение руки в подъеме одного из персонажей характерно для эпохи создания произведения, — эту художественную задачу успешно решат следующие поколения вазописцев. Лучше всего удалась художнику фигура атлета, опирающегося на голову мальчика, который, сидя на корточках, вынимает у него занозу. Композиционное построение не предполагает сложности, изображения фигур не накладываются друг на друга. Единство композиции здесь достигается не умелым построением, а общим пространством (афинская палестра), в котором разворачивается действие.

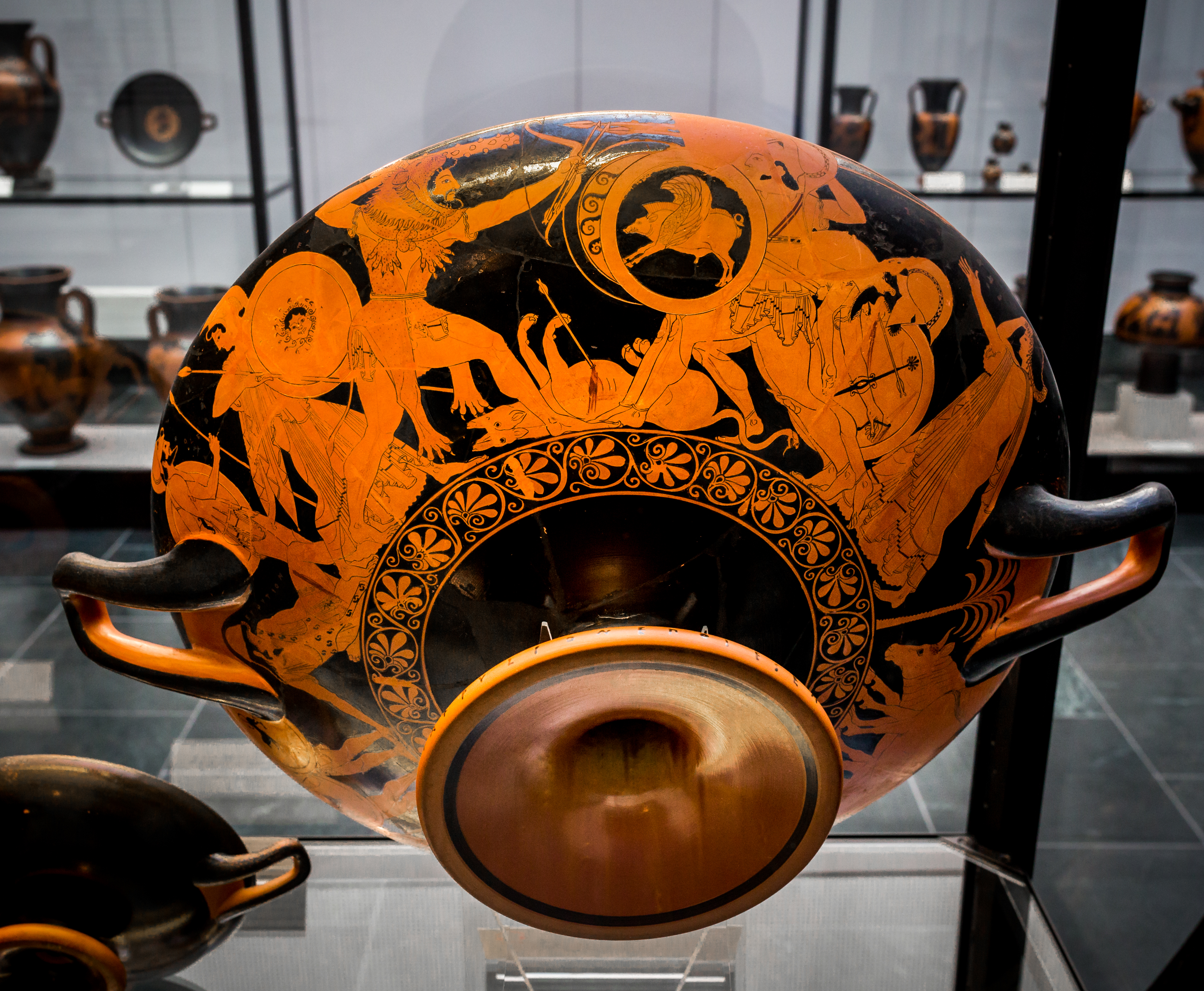
Битва Геракла с Герионом. Деталь мюнхенского килика.

Подписной кратер из Мюнхена (Государственное античное собрание), сохранившийся до наших дней во фрагментах, содержит сцену из повседневной жизни. Евфроний изобразил пир на лицевой стороне, имена всех гостей, хозяина дома и приглашенной флейтистки указаны рядом с персонажами, оборотная сторона украшена сценой с двумя мальчиками-слугами: один из них бежит к сосуду для смешивания вина и воды, другой черпает готовую смесь кувшином. В Мюнхене хранится и ещё один килик-кратер Евфрония с надписью, восхваляющей Леагра («Всадник»). Иногда изображение молодого человека верхом на внутренней поверхности килика принимается без особых оснований за портрет этого знаменитого почитателя искусств. Впечатляющих размеров сосуд выделяется своим блестящим красным фоном вместо обыкновенного чёрного. Известна ещё одна ваза авторства Евфрония с красным фоном, найденная на месте античной греческой колонии в Ольвии. На стенках килика-кратера (Мюнхен, Государственное античное собрание) представлена сцена борьбы Геракла с Герионом. Сосуд расписан изображениями Афины, пастуха Гериона со стадом и собаками и воинов.

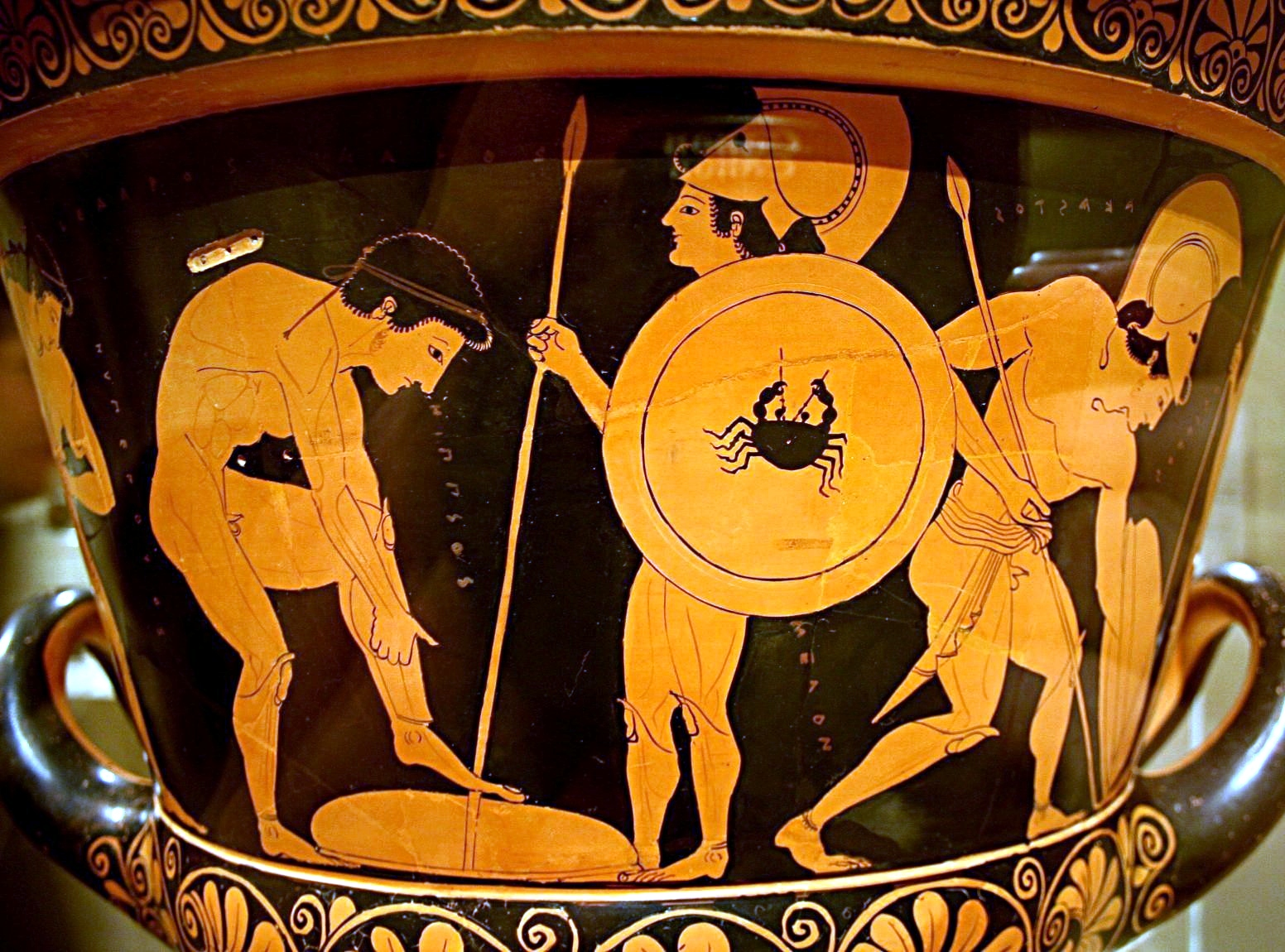
Деталь оборотной стороны кратера Евфрония (ок. 515 г. до н. э.). Национальный музей в Черветери.

Кратер из нью-йоркского Метрополитен-музея подписан именами гончара Евкситея и Евфрония, он является произведением уже зрелого мастера. По посвящению Леагру, размещенному на кратере, сосуд датируется ок. 515 г. до н. э. Сюжет росписи легко идентифицируется благодаря надписям у всех фигур. Темой для росписи кратера послужила история героя Троянской войны Сарпедона. Легендарный царевич Ликии, единственный сын Зевса, участвовавший в Троянской войне, был убит Патроклом. Зевс упросил бога Аполлона (в росписи этот персонаж заменён Гермесом) спасти тело Сарпедона и перенести с помощью сыновей Ночи — Сна и Смерти на родину, в Ликию. Художник умело использует в построении композиции симметрию и асимметрию, гармонизируя динамику повествования, развивающегося слева направо, и статическую по своей природе форму сосуда. Движение слева направо он обозначает наклоном кадуцея Гермеса, копья одного из воинов, струй крови, истекающих из ран Сарпедона, тело которого увлекают за собой Сон и Смерть. Любопытен выбор сюжета для росписи — к Сарпедону не возводил своё происхождение ни один афинский род, а его брат Минос считался противником Афин. Художники-вазописцы, предшественники Евфрония, обращаясь к Троянской войне, предпочитали изображать собственно битву, при этом в росписях существовало чёткое деление на победителей и побеждённых. Эпизод с похоронами Сарпедона — высказывание более личного, но и, одновременно, общечеловеческого уровня. Художник раскрывает тему судьбы, которой подчиняются даже небожители: горе отца (Зевса), потерявшего сына, возбуждает сочувствие, заставляет зрителя сопереживать.